# Zachód słońca (obraz Caspara Davida Friedricha)
Zachód słońca lub Bracia (niem. Sonnenuntergang (Brüder)) – niewielki obraz autorstwa Caspara Davida Friedricha, namalowany w latach 1830–1835. Obecnie znajduje się w Ermitażu w Petersburgu.
Obraz pochodzi z późniejszego okresu twórczości artysty. Atmosfera przedstawionej sceny jest niezwykle sugestywna. Stłumiona tonacja barw oraz czarne postaci, pojawiające się często na obrazach powstałych pod koniec życia Friedricha, symbolizują śmierć.